# ديفيد دبليو. تاكر
ديفيد دبليو. تاكر (بالإنجليزية: David W. Tucker)‏ هو عازف جاز وملحن أمريكي، ولد في 1929، وتوفي في 2003.